# Castlevania: Lords of Shadow
Castlevania: Lords of Shadow ist ein Videospiel der Castlevania-Reihe und eine Neuauflage dieses Franchise. Das Spiel ist ein Action-Adventure, das in einer mittelalterlichen Fantasywelt spielt. Entwickelt wurde es von der spanischen Firma MercurySteam und Kojima Productions, der Publisher ist Konami. Unter anderem arbeitete Hideo Kojima, Produzent der Metal-Gear-Reihe, an dem Titel.

## Handlung

### Schauplatz und Charaktere
Der Ort der Handlung ist eine mittelalterliche Fantasie-Welt, die Europa im Jahre 1047 während des Endes aller Tage darstellen soll. Das Bündnis der Erde mit dem Himmel wird durch eine böse Macht, bekannt als die Fürsten des Schattens (engl. Lords of Shadow), bedroht. Ein starker Zauber verhindert, dass die Seelen der Verstorbenen in den Himmel gelangen, während böse Kreaturen das sterbende Land einnehmen und die Lebenden angreifen.
Der Hauptcharakter, Gabriel Belmont, ist ein Mitglied der Bruderschaft des Lichts, einer Elitegruppe heiliger Ritter, welche die unschuldigen Bürger gegen die übernatürlichen Monster beschützen und verteidigen. Gabriels Frau, Marie, wurde von einer dieser Kreaturen brutal ermordet, und kann nun wie die anderen Seelen nicht in den Himmel aufsteigen, da sie in der Vorhölle, dem Limbus gefangen ist. Da sie in diesem Zustand weder tot noch lebendig ist, erkennt sie, was auf dem Spiel steht und führt Gabriel zu seiner Bestimmung: der Rettung der Erde und der Erkundung des Zaubers, der sie in seinem Bann hält. So reist er durch das zerstörte Land, in dem er auch auf andere Charaktere, wie seinen Mentor Zobek trifft.
Zwei Masken, die eine bezeichnet als die Maske Gottes, die andere als die des Teufels, stehen im Mittelpunkt der Handlung. Wobei Erstere die Macht haben soll, die Toten wieder auferstehen zu lassen. Gabriel beabsichtigt, die drei Parteien der Schattenfürsten zu besiegen und die Maske in seinen Besitz zu bringen, um so seine tote Ehefrau aus dem Limbus zu befreien und in die Welt der Lebenden zurückzubringen.

### Geschichte
Gabriel begibt sich auf die Reise zu den Wäldern um denjenigen zu finden, der als Wächter des Sees bekannt ist. Am See der Vergessenheit trifft er auf Pan, den Wächter, der ihm erklärt, dass an diesem Ort die Lebenden Kontakt zu den Toten aufnehmen können. Gabriel erzählt, dass ihn die Bruderschaft des Lichts ausgesandt hat, da sie durch einen Traum erfahren hat, dass Gabriels Frau mit einer Botschaft auf ihn wartet, welche einen Hinweis auf die Rettung der Erde enthält. Mit Pans Erlaubnis überquert Gabriel den See und spricht mit Marie. Sie berichtet ihm, dass die Geister, welche die Bruderschaft des Lichts gegründet haben, versuchen, Marie mitzuteilen, dass die Fürsten des Schattens der Weg zur Erlösung der Welt sind.
Nachdem Marie verschwunden ist, stellt sich ein Mitglied der Bruderschaft, Zobek, Gabriel als ein alter Bekannter Pans vor. Er erklärt, dass eine Prophezeiung, die nur einigen wenigen bekannt ist, ein Geheimnis über einen Krieger mit reinem Herzen enthält, welcher die Macht der Schattenfürsten einfordert, um das Böse zu besiegen. Zusammen müssen sie nun in das Land der Dunklen Fürsten reisen, um den Himmel wieder mit der Erde zu vereinigen und so auch Gabriels Frau zu retten. Gabriel entscheidet sich, in das Land der Lykaner zu reisen und bittet Zobek, das Land der Vampire aufzusuchen und sich anschließend auf die gemeinsame Reise in das Land der Nekromanten vorzubereiten.
Gabriel bricht zum Land der Lykaner auf, in welchem er auf Claudia trifft; ein Mädchen, das über telepathische Fähigkeiten verfügt und Gedanken lesen kann. Sie wird von einem Golem, bekannt als der Schwarze Ritter, beschützt, im Ausgleich dazu, dass sie ihm böse Seelen beschafft. Claudia liest in Gabriels Gedanken und entdeckt, warum er hier ist, und bietet ihm daraufhin ihre Hilfe an. Sie entscheiden sich zu einer Rast, doch während der Nacht ersticht Gabriel das Mädchen, woraufhin er plötzlich erwacht und dies scheinbar nur ein böser Traum war. Pan erscheint vor Gabriel und ermahnt ihn, dass das Böse nicht von ihm Besitz ergreifen darf, und dass er den Panzerhandschuh des Schwarzen Ritters für seinen eigenen Nutzen benötigt.
Gabriel erwidert, dass er seinen beiden Gefährten keinen Schaden zufügen will, doch in diesem Augenblick bemerkt er, dass sein Dolch in Claudias Körper steckt und er sie doch ermordet hat. Dies bemerkt in jenem Moment auch der Schwarze Ritter, der daraufhin Gabriel attackiert und es zu einem Kampf zwischen beiden kommt. Gabriel kann den Ritter besiegen und nimmt den Handschuh an sich und setzt anschließend seine Reise fort, um endlich den dunklen Fürsten der Lykaner, Cornell, zu finden. Dieser bietet Gabriel Paroli und erzählt ihm, dass drei Gründungsmitglieder des Ordens die Ausgeburten Satans in Gottes Gunst bekämpft haben, wobei sie drei Orte entdeckten, an denen Gottes Macht sehr stark ausgeprägt war. Sie nutzten diese Regionen, um zu mächtigen Geistern zu werden, deren Macht nur der Macht Gottes unterlegen war. Jedoch, wenn sie in den Himmel aufstiegen, würden ihre dunklen Seiten auf der Erde zurückbleiben.
Cornell offenbart, dass diese dunklen Seiten die Fürsten des Schattens seien, zu welchen er selbst gehört. Gabriel kann Cornell besiegen und erlangt dadurch einen Teil der Maske Gottes. Pan erscheint und erklärt, dass es zwei weitere Bruchstücke gibt die Gabriel finden muss und schickt ihn in das Land der Vampire.
In einem Dorf trifft Gabriel auf Zobek und mit seiner Hilfe betritt er das Schloss der Dunklen Fürstin der Vampire, Camilla. Es kommt zum Kampf, in welchem Gabriel Camilla bezwingen, und so an den zweiten Teil der Maske gelangen kann. Gabriel bricht zum Land der Nekromanten auf, das er durch ein Portal, welches Pan erschaffen hat, betreten kann. Dieser fordert Gabriel jedoch zu dessen Erstaunen zum Kampf heraus, in welchem Pan eine tödliche Verletzung erleidet. Er erklärt, dass er sich selbst opfern musste, um den Pfad für Gabriels Reise freigeben zu können.
Gabriel kann den Nekromanten bezwingen und kommt in den Besitz des letzten Bruchstücks. Daraufhin erscheint Zobek mit der Maske des Teufels, setzt sich diese auf und offenbart, dass in Wirklichkeit er der Fürst der Nekromanten ist, und dass er es war, der die Verbindung zwischen Himmel und Erde durch den Zauber unterbrochen hat. Er erklärt, dass er Gabriel nur dazu benutzt hat, um die Macht der drei Geister wieder zu vereinen, um ihr gesamtes Potential zu entfalten und für sich zu beanspruchen. Auch war er es, der Gabriel die Maske des Teufels aufgesetzt hat, damit dieser Claudia tötet, um an den Handschuh des schwarzen Ritters zu gelangen. Ebenso brachte er Gabriel dazu, seine Frau Marie zu töten, um die Geschehnisse der Handlung in die gewünschte Richtung zu lenken.
Daraufhin erscheint Satan, nimmt die Maske Gottes an sich und erklärt, dass hinter all dem er steckt, und Zobek seinerseits nur eine Spielfigur auf dem Schachbrett des Teufels war. Mit dieser Macht wolle er nun Rache an Gott nehmen, um selbst in den Himmel aufzusteigen. Gabriel kann Satan jedoch in einem letzten Kampf besiegen und so die Seelen aus dem Limbus befreien, wird jedoch selbst tödlich verletzt. Bevor auch seine Frau Marie in den Himmel aufsteigt sagt sie ihm, dass ihm durch seine Taten ein neues Leben gewährt wird, und er nicht stirbt. Gabriel möchte wissen, ob er sie mit der Maske Gottes zurück ins Leben bringen kann, doch er erfährt, dass diese es dem Träger nur ermöglicht, mit Gottes Augen zu sehen. Marie sagt, dass es für sie zu spät sei. Sie nimmt die Maske an sich und scheidet endgültig aus dem Leben. Gabriel bleibt weinend zurück.
Nach dem Abspann sieht man eine Gestalt in einer Kutte, die eine mittelalterliche Kathedrale durchwandert. Die Person öffnet durch das Einschlagen einer Mauer einen Durchgang zu einem offenbar lange vergessenen Teil der Kirche. In der Halle in der Turmspitze angekommen, wird offenbart, dass die Person der scheinbar besiegte Zobek ist. Er ist auf der Suche nach seinem alten Freund Gabriel, der hier sein Dasein als untoter Vampir fristet. Zobek fragt Gabriel, warum er sich hier all die Zeit versteckt hielt, aber dieser erwidert hasserfüllt, dass dies nicht länger sein Name sei, und er nun Dracula heiße. Zobek erwähnt, dass die Gehilfen Satans sich auf dessen Rückkehr vorbereiteten, und dass sie Satan aufhalten müssen, bevor er bis in alle Ewigkeit Rache an ihnen nimmt. Gabriel greift Zobek an, dieser jedoch schleudert ihn mühelos durch das Rosenfenster aus der Kathedrale, wodurch offenbart wird, dass mittlerweile annähernd 1000 Jahre vergangen sind – die Kirche steht mitten in einer modernen, nächtlichen Großstadt, Zobek trägt einen Anzug. Am Eingang stehen sich die beiden nochmals gegenüber, und Zobek sagt, dass er Gabriel vom Fluch der Unsterblichkeit befreien könne, wenn dieser ihm hilft. Gabriel meint verbittert, dass er nicht leben könne, doch sterben könne er auch nicht. Dann löst er sich in einer Staubwolke auf und verschwindet. "Bald, mein Freund" sagt Zobek wie zu sich selbst, "bald wird es vorüber sein." Mit diesen Worten geht er schließlich davon.

## Spielprinzip und Technik

### Kampfsystem
Lords of Shadow ist ein Action-Adventure aus der Third-Person-Ansicht, in dem der Spieler die Kontrolle über den Hauptcharakter, Gabriel Belmont, übernimmt. Die Level sind linear aufgebaut und erlauben nur einen stark begrenzten Erkundungsradius. Im Kampf wird ein Kreuz mit einer ausziehbaren Kette als Waffe verwendet, für das man im Laufe des Spiels ca. 40 verschiedene Angriffskombinationen (Combos) freischalten kann. Die grundlegenden Angriffe sind ein Direktangriff, der Schaden in einer Vorzugsrichtung bewirkt, und ein schwächerer Flächenangriff, der allen Gegnern in einem bestimmten Radius Schaden zufügt. Zusätzlich erlangt man mit der Zeit die Kontrolle über Sekundärwaffen, wie Dolche und Weihwasser.
Auf kurze Distanz kann Gabriel auch Nahkampfangriffe ausführen, durch das Blocken von feindlichen Attacken können Konterangriffe ausgeführt werden. Darüber hinaus erlangt man die Fähigkeit Licht- und Schattenmagie einzusetzen, durch die alternative Angriffe ermöglicht werden. Während die Schattenmagie den verursachten Schaden verstärkt, wird durch eingesetzte Lichtmagie die Energieleiste mit jedem Treffer ein wenig aufgefüllt.

### Rätsel
Ähnlich wie in den ursprünglichen Castlevania-Titeln sind Jump-’n’-Run- und Rätseleinlagen ein wesentlicher Bestandteil in den 50 Leveln des Spiels. Dabei muss der Spieler zahlreiche Hindernisse durch Springen, Klettern, Balancieren oder Sprinten überwinden. Mit dem Kampfkreuz kann Gabriel sich an Mauern emporziehen oder über Abgründe schwingen. An einigen Stellen im Spiel müssen physikalische Rätsel oder Denksportaufgaben gelöst werden, um weiterzukommen; wird ein Rätsel gelöst, erhält Gabriel Erfahrungspunkte, durch die er Talente erwerben kann, um neue Angriffe freizuschalten oder vorhandene zu erweitern. Es ist jedoch jederzeit möglich, eine Lösung des Rätsels anzusehen, um ein Weiterkommen im Spiel nicht zu verhindern (Erfahrungspunkte erhält man dann aber nicht).

### Gegner
Neben Werwölfen und Vampiren, die man bereits aus früheren Castlevania-Teilen kennt, gibt es weitere Gegnertypen wie Spinnen, Trolle und Untote. Einige Monster lassen sich auch von Gabriel steuern, in dem er auf sie klettert und auf ihnen reitet. Dadurch können andere Feinde angegriffen, aber auch ansonsten unüberwindbare Hindernisse (Steinblockaden, Abgründe) gemeistert werden.
Im Spiel trifft man auch auf zahlreiche stärkere Zwischengegner, die meist eine besondere Taktik erfordern. So muss Gabriel beispielsweise mit der Kette seines Kampfkreuzes auf riesige Titanen klettern, um deren Schwachstellen an Armen oder dem Kopf zu erreichen.
Ebenso wie durch das Absolvieren von Rätseln erhält Gabriel durch das Besiegen der Gegner Erfahrungspunkte. Die Zwischengegner hinterlassen teilweise auch neue Waffen.

## Produktionsnotizen
Das Spiel wurde ursprünglich als Lords of Shadow, ohne Verbindung zum Castlevania-Universum, angekündigt. Laut Konami sollte dadurch die Aufmerksamkeit von anderen, sich in der Entwicklung befindlichen Spielen nicht zu sehr abgelenkt werden.
Die Veröffentlichung erfolgte in den USA am 5. und in Europa am 7. Oktober 2010. In Japan wurde das Spiel am 16. Dezember 2010 veröffentlicht. Der Titel erschien für die PlayStation 3 und die Xbox 360. Im August 2013 erschien eine Version für Windows. Die deutsche Version enthält die englische Sprachausgabe mit lokalisierten Untertiteln und Menüs. Neben der Standardversion erschienen zwei Special Editions mit einem Artbook, einer Soundtrack-CD sowie wahlweise mit einer Nachbildung der God Mask aus dem Spiel.

### Musik und Vertonung
Die Musik wurde von dem spanischen Komponisten Óscar Araujo geschrieben und von einem Orchester mit 120 Musikern eingespielt. Auch Themen älterer Castlevania-Teile wurden dabei verwendet. Die CD mit dem offiziellen Soundtrack, welche den Special Editions beiliegt, enthält folgende Titel:
| Nr. | Titel                 | Dauer |
| --- | --------------------- | ----- |
| 1   | Besieged Village      | 4:23  |
| 2   | The Warg              | 3:26  |
| 3   | Hunting Path          | 2:28  |
| 4   | The Dead Bog          | 2:31  |
| 5   | The Swamp Troll       | 5:03  |
| 6   | The Ice Titan         | 4:12  |
| 7   | Labyrinth Entrance    | 3:17  |
| 8   | Waterfalls of Agharta | 2:45  |
| 9   | Agharta               | 1:27  |
| 10  | Cornell               | 4:12  |
| 11  | Maze Gardens          | 3:19  |
| 12  | Castle Hall           | 4:09  |
| 13  | The Evil Butcher      | 4:10  |
| 14  | Laura’s Mercy         | 1:38  |
| 15  | Carmilla              | 2:03  |
| 16  | The God Mask          | 1:18  |
| 17  | Belmont’s Theme       | 2:53  |
| 18  | Final Confrontation   | 6:09  |
| 19  | The End               | 5:47  |
| 20  | The Last Battle       | 1:27  |

Für die Sprachausgabe von Lords of Shadow wurden professionelle Sprecher engagiert. Die Aufnahmen wurden in einem Studio in London durchgeführt. Sprecher waren unter anderem Robert Carlyle (Trainspotting – Neue Helden, Ganz oder gar nicht), der dem Hauptcharakter Gabriel Belmont seine Stimme leiht, sowie Patrick Stewart (bekannt als Captain Jean-Luc Picard aus der Fernsehserie Raumschiff Enterprise) als Zobek.

### Erweiterungen
Im Dezember 2010 kündigte Konami zwei Erweiterungen für Castlevania: Lords of Shadow in Form von herunterladbaren Spieleinhalten an. In Castlevania: Lords of Shadow Reverie kehrt man in Gestalt von Gabriel zum Schloss zurück, um Laura zu Hilfe zu eilen – der ehemaligen Gehilfin der Vampir-Lady Carmilla. Die neue Aufgabe ist es, das unbändig Böse zu zerstören, das noch vor Kurzem von der nun besiegten Königin der Finsternis im Zaum gehalten wurde. Reverie erschien im April 2011 für 800 Microsoft Points bei Xbox Live bzw. für 7,99 EUR im Playstation-Network.
Wer Castlevania erfolgreich beendet hat, kann die zweite Erweiterung namens Resurrection herunterladen, welche die Handlung direkt fortführt und Einblicke in den dramatischen Epilog bietet. Resurrection erweitert das Abenteuer und beleuchtet Gabriels Schicksal. In dieser zweiten Erweiterung erwartet Gabriel ein Entscheidungskampf mit einem gut bekannten Gegner. Die Veröffentlichung erfolgte im Juni 2011.

## Rezeption
Während der Entwicklung wurde Lords of Shadow von vielen Magazinen als eines der am meist erwartetsten Spiele 2010 geführt, bei GameTrailers stand es auf Platz 7 der 10 begehrtesten Spiele. GamesRadar listete Lords of Shadow auf Rang 26 der 100 meist erwarteten Spiele 2010. Bei 1UP.com stand das Spiel auf Platz 17 von 50, und gewann dort den People’s Choice Award.
Lords of Shadow erhielt durchweg gute Wertungen und wurde u. a. für sein Kampfsystem gelobt. Das Spielemagazin 4Players vergab die Wertung „sehr gut“ mit 88 von 100 Punkten und schrieb „Castlevania […] sorgt mit einem der besten Kampfsysteme des Genres für anspruchsvolle Action“. Darüber hinaus konnte das Spiel auch hinsichtlich Grafik und Vertonung überzeugen.